# تشيشاير (ماساتشوستس)
تشيشاير (بالإنجليزية: Cheshire, Massachusetts)‏ هي معلم جغرافي تقع في الولايات المتحدة في مقاطعة بيركشاير (ماساتشوستس). يقدر عدد سكانها بـ 3,235 نسمة ومساحتها 71.3 كم2 وترتفع عن سطح البحر 294 متر.